# 愚連隊
愚連隊（日语：／ Gurentai）為日本舊時代用語，指第二次世界大戰後，全不理會既存道德觀念地任由本能驅使地使用暴力、進行滿足自己慾求的活動的不良青少年族群。

## 簡介
與博徒、的屋（テキ屋）同是現代型暴力團所謂三大源流之一。
和香港的三合會一樣，現代日本的暴力團早已變質。

## 詞源
是「（學壞、變叛逆）」和（聯隊）的合成語。亦常簡化成二字。
愚連隊的二字為假借字，只用其音，不用其意。

## 與極道的不同點
極道（ヤクザ）成員以親屬關係相稱，而愚連隊成員簡單地以兄弟關係相稱，即是稱首領為（漢字寫法為）。

## 作品
曾經使用過愚連隊一詞的知名作品有：
- 《機動警察》，後藤形容自己所屬的特車二課第二小隊是愚連隊，事實上特車二課第二小隊是警察部隊。
- 《攻殼機動隊》，巴特揶揄自己所屬的公安九課是愚連隊，事實上公安九課是警察部隊。
- 《獨立愚連隊》，導演岡本喜八的電影出現的愚連隊，是一支虛構的軍團，橫行於中國。
- 《烏龍派出所》，第291集，原文「浅草少年愚連隊」，翻譯為淺草少年之阿飛正傳。
- 《東京卍復仇者》，第208話，由瓦城千咒統領的謎之愚連隊「梵」。
- 《人中之龍5》，冴島大河篇，出現於冴島與監獄寢友日村的幻想中。
- 《屍體如山的死亡遊戲》，本作其中一名反派冰黑久遠曾經是愚連隊「三途川的餓鬼們」的首領，最終被身為警察的荒瀨耿三郎隻身毀滅。